# 陆定一故居
31°34′55″N 120°17′36″E / 31.58181°N 120.29331°E
陆定一故居位于中国江苏省无锡市梁溪区中山路与县前街交界处、县前西街10号（原城中西河头28号），由其祖父陆蓉第购置于清光绪末年，陆定一的青少年时期在此度过，目前部分建筑仍有陆氏后人或亲戚居住。故居原包括五进房屋和后花园，由备弄分隔为东西两路，后因拓宽县前西街部分建筑被拆除，现存后三进及花园，其中第三进为转盘楼结构。因年久失修，建筑墙体普遍出现倾斜和裂缝，已成危房。其沿街部分因租于商户经营，建筑风貌亦遭到装修破坏。